# Подорож у машині часу
«Подорож у машині часу» (англ. Time After Time, інша назва «Епоха за епохою») — американський фантастичний фільм режисера Ніколаса Мейєра за творами Карла Александра і Стіва Гейєса. Прем'єра фільму відбулася 31 серпня 1979 року.

## Сюжет
Лондон, 1893 р. Письменник-фантаст Герберт Веллс вірить, що в майбутньому суспільство стане утопічним. Також він вірить у можливість переміщатися в часі і йому вдається побудувати машину часу, яку він показує своїм скептично налаштованим друзям, серед яких і хірург Джон Леслі Стівенсон. Нікому невтямки, що лікар у своїх справах відомий в народі як… Джек Різник. Тікаючи від поліції, Стівенсон зазнає дії нового винаходу і переноситься у майбутнє. Щоб повернути Різника і передати його в руки закону, за ним вирушає і Веллс.
Обоє мандрівників опиняються в 1979 р. в Сан-Франциско. Виявляється, суспільство не стало утопічним, що дуже засмутило письменника. У майбутньому він знайомиться з Емі Роббінс, разом з якою вирушає за злочинцем.

## У ролях
- Малкольм Макдавелл — Герберт Веллс
- Мері Стінберген — Емі Роббінс
- Девід Ворнер — Джек Різник — доктор Джон Леслі Стівенсон
- Чарльз Чьоффі — лейтенант поліції Мітчелл
- Кент Вільямс — помічник
- Андонія Катсарос — місіс Тернер
- Петті Д. Арбанвілль — Ширлі
- Джеймс Гарретт — Едвардс
- Лео Льюїс — Річардсон
- Кіт МакКоннелл — Хардінг
- Карін де ла Пенья — Дженні
- Джеральдін Барон — Керол
- Лорі Мейн — інспектор Грегсон
- Джозеф Махер — Адамс
- Майкл Еванс — сержант
- Рей Рейнхардт — ювелір
- Роберт Шоу — службовець банку
- Корі Фельдман — хлопчик у музеї
- Шеллі Хек — доцент

## Знімальна група
- Режисер-постановник: Ніколас Маєр
- Сценарист: Ніколас Меєр
- Продюсери: Херб Джаффе, Стівен-Чарльз Джаффе
- Оператор: Пол Ломан
- Композитор: Міклош Рожа
- Монтажер: Дон Кемберн
- Художник-постановник: Едвард Карфаньо
- Художники по костюмах: Сел Ентоні, Івонн Кюбіс
- Гример: Лінн Ф. Рейнольдс
- Звукорежисери: Джеррі Джост
- Спецефекти: Джим Блаунт, Ларрі Л. Фуентес, Кевін Пайк
- Візуальні ефекти: Річард Тейлор
- Постановник трюків: Еверетт Кріч
- Диригент: Крістофер Палмер

## Нагороди і номінації
- 1979 — Премія «Сатурн»:
  - Премія Сатурн за кращу актрису — Мері Стінберген
  - Премія «Сатурн» за кращу музику — Міклош Рожа
  - Премія «Сатурн» за кращий сценарій — Ніколас Мейєр
  - Номінація на премію кращому акторові — Малкольм Макдавелл
  - Номінація на премію за найкращі костюми — Сел Івонн Ентоні і Кюбіс
  - Номінація на премію за кращу режисуру — Ніколас Мейєр
  - Номінація на премію за кращий науково-фантастичний фільм
  - Номінація на премію кращому кіноактору другого плану — Девід Ворнер
- 1980 — Гран-прі фестивалю фантастичних фільмів у Аворіазі — Ніколас Мейєр
- 1980 — Номінація на премію Едгара Алана По — Ніколас Мейєр
- 1980 — Номінація на премію Г'юго за кращу постановку.

## Цікаві факти
- У фільмі присутня хроніка, на якій відображені особи Ніла Армстронга, Вінстона Черчілля, Джиммі Хендрікса, Джона Ф. Кеннеді, Дугласа Макартура, Едварда Меро і Франкліна Рузвельта.
- На зніманні картини у виконавців головних ролей Малкольма Макдавелла і Мері Стінберген зав'язався бурхливий роман. Пізніше актори одружилися, але через деякий час розійшлися.
- Роль Емі Роббінс кіностудія бачила Саллі Філд, а режисер — свою дівчину актрису Шеллі Хек, якій все ж дав роль в цьому фільмі. Така ж історія сталася і з роллю Герберта Веллса: студія бачила Річарда Дрейфуса, а Мейєр — Дерека Джейкобі, але потім режисер схилився в бік Малкольма Макдавелла, бо був великим шанувальником творчості Ліндсея Андерсона.
- Мік Джаггер розглядався на роль Джека Різника.
- Дебютний фільм Кору Фельдмана

## Слогани
- «Imagine! A scientific genius named H. G. Wells stalks a criminal genius named Jack the Ripper across time itself in the most ingenious thriller of our time…»
- H. G. Wells Races Through Time To Catch Jack The Ripper!
- The Wildest Chase of the Century!
- A chase through time — to catch Jack the Ripper!